# Zénon d'Élée
Pour les articles homonymes, voir Zénon.
Zénon d'Élée (en grec ancien Ζήνων / Zếnôn), né vers 490 et mort vers 430 av. J.-C., est un philosophe grec présocratique.
Disciple de Parménide, il est principalement connu pour son habileté de dialecticien et pour ses paradoxes visant à défendre, par des raisonnements par l'absurde, les thèses de son maître. Ces paradoxes, souvent présentés comme ayant pour but de montrer l'impossibilité du mouvement, sont aussi interprétés par certains chercheurs comme des arguments dirigés contre l’école de Pythagore qui affirmait la divisibilité du mouvement.

## Biographie
Sa vie est très mal connue. Les sources principales sont le Parménide de Platon et les Vies, doctrines et sentences des philosophes illustres de Diogène Laërce.
Dans le dialogue de Platon, il est dit que Zénon a presque 40 ans, que Parménide a environ 65 ans, et que Socrate est un très jeune homme, ce qui pourrait le faire naître vers -480 ou -490. Platon le décrit comme « grand et joli à regarder » et rapporte non sans complaisance, dans le dialogue du Parménide, une rumeur ambiguë selon laquelle Zénon aurait été l'amant de son maître.
Diogène Laërce indique qu'il était le fils naturel d'un nommé Télentagoras, mais que Parménide l'avait adopté.
Il aurait  vécu, comme Parménide, à Élée, ville située dans le sud de l'Italie. C'est l'un des représentants de l'école d'Élée.
À l'âge de 40 ans environ, il est probable qu'il accompagna son maître lors d'un voyage à Athènes, ville où il enseigna quelques années. Périclès et Callias auraient été de ses élèves.
Selon Diogène Laërce, Aristote attribue à Zénon d'être l'inventeur de la dialectique (méthode de raisonnement qui cherche à établir la vérité en défendant successivement des thèses opposées). Diogène rapporte que cette aptitude lui aurait valu d'être nommé  « le Palamède d'Élée », en référence au héros grec Palamède décrit par Platon, dans  Phèdre, comme un habile dialecticien.
Tout comme son maître Parménide, Zénon eut probablement une activité politique. Diogène Laërce raconte qu'il serait mort torturé pour avoir pris part à une conspiration contre un tyran d'Élée. 

« Ayant entrepris de renverser le tyran Néarque (d'autres disent Diomédon), il fut arrêté (...). Interrogé sur ses complices et sur les armes qu'il avait fait livrer à Lipara, il cite les noms de tous les amis du tyran, dans l'intention de l'isoler des siens. Ensuite, sous prétexte de révélations confidentielles sur certaines personnes, il mordit cruellement le tyran à l'oreille et ne lâcha prise que blessé mortellement (...). À la fin, il trancha sa propre langue avec ses dents et la lui cracha au visage. »

Diogène n'est pas sûr de l'identité du tyran : il indique qu'il pourrait s'agir de Néarque ou de Diomédon. Diogène donne aussi deux fins possibles à l'histoire : dans l'une le tyran est finalement lapidé par le peuple révolté, dans l'autre, c'est Zénon qui est exécuté. La mort de Zénon est également rapportée bien plus tard par Tertullien :

« Zénon d'Élée, à qui Denys demandait en quoi consiste la supériorité de la philosophie, répondit : « Dans le mépris de la mort ! » et c'est avec impassibilité que, sous les coups du tyran, il confirma son propos jusqu'à la mort. »

Au passage, Tertullien se trompe de tyran dans cet extrait, puisqu'il n'est pas possible que Zénon, philosophe né au début du Ve siècle ait été torturé par Denys l'Ancien, tyran de Syracuse un siècle plus tard.

## Ouvrages
Les œuvres de Zénon ont été perdues. Platon écrit que ses écrits rédigés pendant sa jeunesse pour défendre les arguments de Parménide, auraient été apportés à Athènes à l'occasion de sa visite avec son maître. Ils auraient été volés et publiés sans son consentement. Son œuvre n'est connue que par les citations qu'en ont faites les auteurs anciens, en particulier Aristote.

## Zénon, le philosophe de l'un et du continu
Selon Proclus, Zénon aurait écrit une suite de 40 arguments destinés à défendre son maître et ami Parménide d'Élée.  Voici ce qu’en dit ce scolarque de l’académie néoplatonicienne vers 438 ap. J.-C. :

« Il écrivit un livre, dans lequel il montrait de merveilleuse façon, que pour ceux qui supposent la pluralité des choses, il ne s’ensuit pas moins de difficultés que celles dont (lui semblait-il) sont assaillis les partisans de l’unité de l’être. Et en effet il montra qu’une même chose serait semblable et dissemblable, égale et inégale, et qu’il y aurait un anéantissement absolument complet de l’ordre du réel et une confusion incohérente de toutes choses. »

Il ne reste que quelques-uns de ces paradoxes mentionnés par Aristote dans son Livre VI de la Physique, Simplicius, ou Platon. Parmi ses paradoxes le plus célèbre est probablement celui d'Achille et la tortue.
On croit souvent que ces paradoxes ne visent qu'à prouver que le mouvement n'existe pas.  La tradition indique d’ailleurs que Diogène le cynique (ou Antisthène) répondit à ces arguments contredisant le mouvement, simplement en marchant.  Il faut en fait les replacer dans une perspective beaucoup plus large, celle de la pensée éléate de l'« infini » ou de l'« illimité ».
Selon ce dernier, c'est en fait pour défendre les thèses de son maître Parménide sur L'Un et critiquer ceux qui défendent la thèse de l'être multiple qu'il a proposé ces paradoxes.
Zénon voulait plus précisément montrer que ceux qui défendent le mouvement et sa divisibilité ne sont pas cohérents, puisque l'on arrive à des conséquences absurdes. Pour Zénon, le monde est un et continu. La pluralité (ou la divisibilité) ne sont que des apparences, auxquelles on doit opposer les rigueurs de l'intelligence. En fait, on retrouve ici les thèses de Parménide. Zénon attaque la divisibilité pour mettre en avant la continuité de l'être [réf. souhaitée].
Mais les interprétations sont toujours ouvertes et la dialectique de Zénon s'est montrée particulièrement fructueuse dans l'histoire de la pensée, obligeant les philosophes à rendre compte rationnellement de ces paradoxes. Il est enfin possible de voir la dialectique de Zénon comme une propédeutique à l'abord de la transcendance. Les néo-platoniciens ont toujours considéré le dialogue du Parménide de Platon comme un dialogue essentiel, parce que Parménide soutenait la thèse de l'unicité de l'être. Zénon aurait tenté de rendre compte rationnellement de cette thèse, en allant jusqu'à ses conclusions extrêmes, soit l'impossibilité du mouvement.